# Países na cerimônia de abertura dos Jogos Olímpicos de Verão de 2024
Durante o desfile das nações da cerimônia de abertura dos Jogos Olímpicos de Verão de 2024, atletas e oficiais de cada país participante desfilam em embarcações por todo o Rio Sena até chegarem no Trocadéro, precedidos por sua bandeira. Cada porta-bandeira foi escolhido por seu respectivo Comitê Olímpico Nacional ou pelos próprios atletas. Tal como acontece com a tradição, a Grécia é o primeiro país a desfilar, seguido dos países por ordem alfabética em língua francesa. Pela primeira vez na história dos Jogos Olímpicos convencionais, a cerimônia não acontece dentro do principal estádio

## Ordem do desfile
Os atletas desfilam nas embarcações em uma ordem ditada pela tradição olímpica pelo Rio Sena, passando pela Pont d'Iéna até chegarem no Trocadéro. Como o país de origem das Olimpíadas, a Grécia entrou primeiro ao Trocadéro. As outras delegações entraram na localidade em ordem estabelecida pela língua francesa. Seguindo a tradição, a delegação do país-sede, França, entrou por último. Os nomes das nações foram anunciados em francês e inglês, as línguas oficiais do movimento olímpico e a primeira também sendo do país-sede, de acordo com as regras tradicionais do Comitê Olímpico Internacional (COI). Por serem sedes dos Jogos Olímpicos de Verão de 2028 e 2032, Austrália e Estados Unidos foram o antepenúltimo e penúltimo a entrarem no local.
Há alguns países que deviam entrar utilizando nomes mais formais ou alternativos, devido a disputas políticas ou de nomenclatura ou por razões históricas. É o caso da China, que é conhecia como República Popular da China, mas que entrou após o Chile e antes do Chipre, assim como as Ilhas Cayman que entraram após o Burundi e antes da Camboja, a República do Congo que adotou somente o nome Congo, sendo sucedida pela República Democrática do Congo, que entrou antes da Ilhas Cook e da Coreia do Sul, que usa o nome República da Coreia, enquanto que a Coreia do Norte usa a denominação República Popular da Coreia, mas que entrou após o Catar e antes da Romênia na letra R.
Em cumprimento da decisão do Comitê Olímpico Internacional do dia 8 de dezembro de 2023, os atletas da Rússia e da Bielorrússia, que disputam como Atletas Individuais Neutros, estavam impossibilitados de participar dos desfiles das nações.

## Lista
Abaixo está a lista do desfile das nações e do porta-bandeira de cada delegação, na mesma ordem do desfile. Ela é classificável pelo nome da nação, do nome ou do esporte do porta-bandeira. Os nomes são dados na forma oficial fornecida pelo COI. 
| Ordem | Nação                               | Francês                                    | Porta-Bandeira                   | Esporte                   | ref             |
| ----- | ----------------------------------- | ------------------------------------------ | -------------------------------- | ------------------------- | --------------- |
| 1     | GRE Grécia                          | Grèce                                      | Giannis Antetokounmpo            | Basquetebol               | [ 3 ]           |
| 1     | GRE Grécia                          | Grèce                                      | Antigoni Drisbioti               | Atletismo                 | [ 3 ]           |
| 2     | EOR Equipe Olímpica de Refugiados   | Équipe olympique des réfugiés              | Yahya Al Ghotany                 | Taekwondo                 | [ 4 ]           |
| 2     | EOR Equipe Olímpica de Refugiados   | Équipe olympique des réfugiés              | Cindy Ngamba                     | Boxe                      | [ 4 ]           |
| 3     | AFG Afeganistão                     | Afghanistan                                | Sha Mahmood Noor Zahi            | Atletismo                 | [ 5 ]           |
| 3     | AFG Afeganistão                     | Afghanistan                                | Fariba Hashimi                   | Ciclismo (estrada)        | [ 5 ]           |
| 4     | RSA África do Sul                   | Afrique du Sud                             | Akani Simbine                    | Atletismo                 | [ 6 ]           |
| 4     | RSA África do Sul                   | Afrique du Sud                             | Caitlin Rooskrantz               | Ginástica (artistica)     | [ 6 ]           |
| 5     | ALB Albânia                         | Albanie                                    | Luiza Gega                       | Atletismo                 | [ 5 ]           |
| 6     | ALG Argélia                         | Algérie                                    | Yasser Triki                     | Atletismo                 | [ 5 ]           |
| 6     | ALG Argélia                         | Algérie                                    | Amina Belhadi                    | Judô                      | [ 5 ]           |
| 7     | GER Alemanha                        | Allemagne                                  | Dennis Schröder                  | Basquetebol               | [ 7 ]           |
| 7     | GER Alemanha                        | Allemagne                                  | Anna-Maria Wagner                | Judô                      | [ 7 ]           |
| 8     | AND Andorra                         | Andorre                                    | Nahuel Carabaña                  | Atletismo                 | [ 8 ]           |
| 8     | AND Andorra                         | Andorre                                    | Mònica Dòria                     | Canoagem (slalom)         | [ 8 ]           |
| 9     | ANG Angola                          | Angola                                     | Azenaide Carlos                  | Handebol                  | [ 5 ]           |
| 10    | ANT Antígua e Barbuda               | Antigua-et-Barbuda                         | Cejhae Greene                    | Atletismo                 | [ 9 ]           |
| 11    | KSA Arábia Saudita                  | Arabie saoudite                            | Ramzy Al-Duhami                  | Hipismo (saltos)          | [ 5 ]           |
| 11    | KSA Arábia Saudita                  | Arabie saoudite                            | Donia Abu Talib                  | Taekwondo                 | [ 5 ]           |
| 12    | ARG Argentina                       | Argentine                                  | Luciano De Cecco                 | Voleibol                  | [ 10 ]          |
| 12    | ARG Argentina                       | Argentine                                  | Rocío Sánchez Moccia             | Hóquei sobre a grama      | [ 10 ]          |
| 13    | ARM Armênia                         | Arménie                                    | Davit Chaloyan                   | Boxe                      | [ 11 ]          |
| 14    | ARU Aruba                           | Aruba                                      | Mikel Schreuders                 | Natação                   | [ 12 ]          |
| 14    | ARU Aruba                           | Aruba                                      | Chloë Farro                      | Natação                   | [ 12 ]          |
| 15    | AUT Áustria                         | Autriche                                   | Felix Oschmautz                  | Canoagem (slalom)         | [ 13 ]          |
| 15    | AUT Áustria                         | Autriche                                   | Michaela Polleres                | Judô                      | [ 13 ]          |
| 16    | AZE Azerbaijão                      | Azerbaïdjan                                | Mahammad Abdullayev              | Boxe                      | [ 14 ]          |
| 16    | AZE Azerbaijão                      | Azerbaïdjan                                | Gultaj Mammadaliyeva             | Judô                      | [ 14 ]          |
| 17    | BAH Bahamas                         | Bahamas                                    | Steven Gardiner                  | Atletismo                 | [ 5 ]           |
| 17    | BAH Bahamas                         | Bahamas                                    | Devynne Charlton                 | Atletismo                 | [ 5 ]           |
| 18    | BRN Bahrein                         | Bahreïn                                    | Saud Ghali                       | Natação                   | [ 5 ]           |
| 18    | BRN Bahrein                         | Bahreïn                                    | Amani Al-Obaidli                 | Natação                   | [ 5 ]           |
| 19    | BAN Bangladesh                      | Bangladesh                                 | Sagor Islam                      | Tiro com arco             | [ 15 ]          |
| 20    | BAR Barbados                        | Barbade                                    | Jack Kirby                       | Natação                   | [ 16 ]          |
| 20    | BAR Barbados                        | Barbade                                    | Sada Williams                    | Atletismo                 | [ 16 ]          |
| 21    | BEL Bélgica                         | Belgique                                   | Jérôme Guery                     | Hipismo (saltos)          | [ 17 ] [ 18 ]   |
| 21    | BEL Bélgica                         | Belgique                                   | Emma Meesseman                   | Basquetebol               | [ 17 ] [ 18 ]   |
| 22    | BIZ Belize                          | Belize                                     | Shaun Gill                       | Atletismo                 | [ 5 ]           |
| 23    | BEN Benim                           | Bénin                                      | Valentin Houinato                | Judô                      | [ 19 ]          |
| 23    | BEN Benim                           | Bénin                                      | Noélie Yarigo                    | Atletismo                 | [ 19 ]          |
| 24    | BER Bermudas                        | Bermudes                                   | Jah-Nhai Perinchief              | Atletismo                 | [ 20 ]          |
| 24    | BER Bermudas                        | Bermudes                                   | Adriana Penruddocke              | Vela                      | [ 20 ]          |
| 25    | BHU Butão                           | Bhoutan                                    | Sangay Tenzin                    | Natação                   | [ 5 ]           |
| 25    | BHU Butão                           | Bhoutan                                    | Kinzang Lhamo                    | Atletismo                 | [ 5 ]           |
| 26    | BOL Bolívia                         | Bolivie                                    | Héctor Garibay                   | Atletismo                 | [ 21 ]          |
| 26    | BOL Bolívia                         | Bolivie                                    | María José Ribera                | Natação                   | [ 21 ]          |
| 27    | BIH Bósnia e Herzegovina            | Bosnie-Herzégovine                         | Larisa Cerić                     | Judô                      | [ 5 ]           |
| 27    | BIH Bósnia e Herzegovina            | Bosnie-Herzégovine                         | Mesud Pezer                      | Atletismo                 | [ 5 ]           |
| 28    | BOT Botsuana                        | Botswana                                   | Letsile Tebogo                   | Atletismo                 | [ 5 ]           |
| 28    | BOT Botsuana                        | Botswana                                   | Maxine Egner                     | Natação                   | [ 5 ]           |
| 29    | BRA Brasil                          | Brésil                                     | Isaquias Queiroz                 | Canoagem (sprint)         | [ 22 ]          |
| 29    | BRA Brasil                          | Brésil                                     | Raquel Kochhann                  | Rugby sevens              | [ 22 ]          |
| 30    | BRU Brunei                          | Brunei Darussalam                          | Zeke Chan                        | Natação                   | [ 5 ]           |
| 30    | BRU Brunei                          | Brunei Darussalam                          | Hayley Wong                      | Natação                   | [ 5 ]           |
| 31    | BUL Bulgária                        | Bulgarie                                   | Lyubomir Epitropov               | Natação                   | [ 5 ]           |
| 31    | BUL Bulgária                        | Bulgarie                                   | Stanimira Petrova                | Boxe                      | [ 5 ]           |
| 32    | BUR Burquina Fasso                  | Burkina-Faso                               | Hugues Fabrice Zango             | Atletismo                 | [ 23 ]          |
| 33    | BDI Burundi                         | Burundi                                    | Belly-Cresus Ganira              | Natação                   | [ 24 ]          |
| 33    | BDI Burundi                         | Burundi                                    | Ange Ciella Niragira             | Judô                      | [ 24 ]          |
| 34    | CAY Ilhas Cayman                    | Îles Caïman                                | Jordan Crooks                    | Natação                   | [ 25 ]          |
| 34    | CAY Ilhas Cayman                    | Îles Caïman                                | Charlotte Webster                | Vela                      | [ 25 ]          |
| 35    | CAM Camboja                         | Cambodge                                   | Chhun Bunthorn                   | Atletismo                 | [ 26 ]          |
| 36    | CMR Camarões                        | Cameroun                                   | Richelle Anita Soppi Mbella      | Judô                      | [ 27 ]          |
| 37    | CAN Canadá                          | Canada                                     | Andre De Grasse                  | Atletismo                 | [ 5 ]           |
| 37    | CAN Canadá                          | Canada                                     | Maude Charron                    | Halterofilismo            | [ 5 ]           |
| 38    | CPV Cabo Verde                      | Cap-Vert                                   | Daniel Varela de Pina            | Boxe                      | [ 28 ]          |
| 38    | CPV Cabo Verde                      | Cap-Vert                                   | Djamila Silva                    | Judô                      | [ 28 ]          |
| 39    | CAF República Centro-Africana       | République centrafricaine                  | Nadia Matchiko Guimendego        | Judô                      | [ 29 ]          |
| 40    | CHI Chile                           | Chili                                      | Nicolás Jarry                    | Tênis                     | [ 30 ]          |
| 40    | CHI Chile                           | Chili                                      | Antonia Abraham                  | Remo                      | [ 30 ]          |
| 41    | CHN China                           | République populaire de Chine              | Ma Long                          | Tênis de mesa             | [ 31 ]          |
| 41    | CHN China                           | République populaire de Chine              | Feng Yu                          | Natação artística         | [ 31 ]          |
| 42    | CYP Chipre                          | Chypre                                     | Milan Trajkovic                  | Atletismo                 | [ 32 ]          |
| 42    | CYP Chipre                          | Chypre                                     | Elena Kulichenko                 | Atletismo                 | [ 32 ]          |
| 43    | COL Colômbia                        | Colombie                                   | Flor Ruiz                        | Atletismo                 | [ 33 ]          |
| 43    | COL Colômbia                        | Colombie                                   | Kevin Quintero                   | Ciclismo (pista)          | [ 33 ]          |
| 44    | COM Comores                         | Comores                                    | Maesha Saadi                     | Natação                   | [ 34 ]          |
| 45    | CGO Congo                           | Congo                                      | Natacha Ngoye Akamabi            | Atletismo                 | [ 35 ]          |
| 46    | COD República Democrática do Congo  | République démocratique du Congo           | Arnold Daso Kisoka               | Judô                      | [ 36 ]          |
| 47    | COK Ilhas Cook                      | Îles Cook                                  | Alex Beddoes                     | Atletismo                 | [ 5 ]           |
| 47    | COK Ilhas Cook                      | Îles Cook                                  | Lanihei Connolly                 | Natação                   | [ 5 ]           |
| 48    | KOR Coreia do Sul                   | République de Corée                        | Woo Sang-hyeok                   | Atletismo                 | [ 37 ]          |
| 48    | KOR Coreia do Sul                   | République de Corée                        | Kim Seo-yeong                    | Natação                   | [ 37 ]          |
| 49    | CRI Costa Rica                      | Costa Rica                                 | Gerald Drummond                  | Atletismo                 | [ 38 ]          |
| 49    | CRI Costa Rica                      | Costa Rica                                 | Milagro Mena                     | Ciclismo                  | [ 38 ]          |
| 50    | CIV Costa do Marfim                 | Côte d'Ivoire                              | Cheick Sallah Cissé              | Taekwondo                 | [ 5 ]           |
| 50    | CIV Costa do Marfim                 | Côte d'Ivoire                              | Marie-Josée Ta Lou               | Atletismo                 | [ 5 ]           |
| 51    | CRO Croácia                         | Croatie                                    | Giovanni Cernogoraz              | Tiro                      | [ 5 ]           |
| 51    | CRO Croácia                         | Croatie                                    | Barbara Matić                    | Judô                      | [ 5 ]           |
| 52    | CUB Cuba                            | Cuba                                       | Mijaín López                     | Lutas                     | [ 39 ]          |
| 52    | CUB Cuba                            | Cuba                                       | Idalys Ortiz                     | Judô                      | [ 39 ]          |
| 53    | DEN Dinamarca                       | Danemark                                   | Niklas Landin Jacobsen           | Handebol                  | [ 5 ]           |
| 53    | DEN Dinamarca                       | Danemark                                   | Anne-Marie Rindom                | Vela                      | [ 5 ]           |
| 54    | DJI Djibuti                         | Djibouti                                   | Mohamed Ismail                   | Atletismo                 | [ 5 ]           |
| 54    | DJI Djibuti                         | Djibouti                                   | Samiyah Hassan Nour              | Atletismo                 | [ 5 ]           |
| 55    | DOM República Dominicana            | République dominicaine                     | Audrys Nin Reyes                 | Ginástica                 | [ 40 ]          |
| 55    | DOM República Dominicana            | République dominicaine                     | Marileidy Paulino                | Atletismo                 | [ 40 ]          |
| 56    | DMA Dominica                        | Dominique                                  | Dennick Luke                     | Atletismo                 | [ 41 ]          |
| 56    | DMA Dominica                        | Dominique                                  | Thea LaFond-Gadson               | Atletismo                 | [ 41 ]          |
| 57    | EGY Egito                           | Égypte                                     | Ahmed El-Gendy                   | Pentatlo moderno          | [ 42 ]          |
| 57    | EGY Egito                           | Égypte                                     | Sara Ahmed                       | Halterofilismo            | [ 42 ]          |
| 58    | ESA El Salvador                     | El Salvador                                | Uriel Canjura                    | Badminton                 | [ 43 ]          |
| 58    | ESA El Salvador                     | El Salvador                                | Celina Márquez                   | Natação                   | [ 43 ]          |
| 59    | UAE Emirados Árabes Unidos          | Émirats arabes unis                        | Omar Al Marzouqi                 | Hipismo                   | [ 44 ] [ 5 ]    |
| 59    | UAE Emirados Árabes Unidos          | Émirats arabes unis                        | Safia Al-Sayegh                  | Ciclismo (estrada)        | [ 44 ] [ 5 ]    |
| 60    | ECU Equador                         | Équateur                                   | Julio Mendoza Loor               | Hipismo (adestramento)    | [ 45 ] [ 5 ]    |
| 60    | ECU Equador                         | Équateur                                   | Neisi Dajomes                    | Halterofilismo            | [ 45 ] [ 5 ]    |
| 61    | ERI Eritreia                        | Érythrée                                   | Biniam Girmay                    | Ciclismo (estrada)        | [ 5 ]           |
| 61    | ERI Eritreia                        | Érythrée                                   | Christina Rach                   | Natação                   | [ 5 ]           |
| 62    | ESP Espanha                         | Espagne                                    | Marcus Cooper Walz               | Canoagem                  | [ 46 ]          |
| 62    | ESP Espanha                         | Espagne                                    | Támara Echegoyen                 | Vela                      | [ 46 ]          |
| 63    | EST Estônia                         | Estonie                                    | Klen Kristofer Kaljulaid         | Judô                      | [ 47 ]          |
| 63    | EST Estônia                         | Estonie                                    | Reena Pärnat                     | Tiro com arco             | [ 47 ]          |
| 64    | SWZ Essuatíni                       | Eswatini                                   | Chadd Ng Chiu Hing Ning          | Natação                   | [ 5 ]           |
| 64    | SWZ Essuatíni                       | Eswatini                                   | Hayley Hoy                       | Natação                   | [ 5 ]           |
| 65    | ETH Etiópia                         | Éthiopie                                   | Misgana Wakuma                   | Atletismo                 | [ 5 ]           |
| 65    | ETH Etiópia                         | Éthiopie                                   | Lina Alemayehu Selo              | Natação                   | [ 5 ]           |
| 66    | FIJ Fiji                            | Fidji                                      | Viliame Ratulu                   | Vela                      | [ 48 ]          |
| 66    | FIJ Fiji                            | Fidji                                      | Raijieli Daveua                  | Rugby sevens              | [ 48 ]          |
| 67    | FIN Finlândia                       | Finlande                                   | Eetu Kallioinen                  | Tiro                      | [ 49 ]          |
| 67    | FIN Finlândia                       | Finlande                                   | Sinem Kurtbay                    | Vela                      | [ 49 ]          |
| 68    | GAB Gabão                           | Gabon                                      | Wissy Frank Hoye Yenda Moukoula  | Atletismo                 | [ 5 ]           |
| 68    | GAB Gabão                           | Gabon                                      | Noelie Annette Lacour            | Natação                   | [ 5 ]           |
| 69    | GAM Gâmbia                          | Gambie                                     | Faye Njie                        | Judô                      | [ 5 ]           |
| 69    | GAM Gâmbia                          | Gambie                                     | Gina Mariam Bass Bittaye         | Atletismo                 | [ 5 ]           |
| 70    | GEO Geórgia                         | Géorgie                                    | Lasha Talakhadze                 | Halterofilismo            | [ 50 ]          |
| 70    | GEO Geórgia                         | Géorgie                                    | Nino Salukvadze                  | Tiro                      | [ 50 ]          |
| 71    | GHA Gana                            | Ghana                                      | Joseph Paul Amoah                | Atletismo                 | [ 51 ] [ 5 ]    |
| 71    | GHA Gana                            | Ghana                                      | Rose Amoanimaa Yeboah            | Atletismo                 | [ 51 ] [ 5 ]    |
| 72    | GBR Grã-Bretanha                    | Grande-Bretagne                            | Tom Daley                        | Saltos ornamentais        | [ 52 ]          |
| 72    | GBR Grã-Bretanha                    | Grande-Bretagne                            | Helen Glover                     | Remo                      | [ 52 ]          |
| 73    | GRN Granada                         | Grenade                                    | Lindon Victor                    | Atletismo                 | [ 53 ] [ 5 ]    |
| 73    | GRN Granada                         | Grenade                                    | Tilly Collymore                  | Natação                   | [ 53 ] [ 5 ]    |
| 74    | GUM Guam                            | Guam                                       | Joseph Green                     | Badminton                 | [ 5 ]           |
| 74    | GUM Guam                            | Guam                                       | Rckaela Aquino                   | Lutas                     | [ 5 ]           |
| 75    | GUA Guatemala                       | Guatemala                                  | Kevin Cordón                     | Badminton                 | [ 54 ]          |
| 75    | GUA Guatemala                       | Guatemala                                  | Waleska Soto                     | Tiro                      | [ 54 ]          |
| 76    | GUI Guiné                           | Guinée                                     | Naby Keïta                       | Futebol                   | [ 55 ]          |
| 77    | GBS Guiné-Bissau                    | Guinée-Bissau                              | Diamantino Iuna Fafé             | Lutas                     | [ 5 ]           |
| 78    | GEQ Guiné Equatorial                | Guinée équatoriale                         | Sefora Ada Eto                   | Atletismo                 | [ 5 ]           |
| 78    | GEQ Guiné Equatorial                | Guinée équatoriale                         | Higinio Ndong Obama              | Natação                   | [ 5 ]           |
| 79    | GUY Guiana                          | Guyane                                     | Emanuel Archibald                | Atletismo                 | [ 5 ]           |
| 79    | GUY Guiana                          | Guyane                                     | Chelsea Edghill                  | Tênis de mesa             | [ 5 ]           |
| 80    | HAI Haiti                           | Haïti                                      | Phillipe Abel Metellus           | Judô                      | [ 56 ]          |
| 81    | HON Honduras                        | Honduras                                   | Kevin Mejía                      | Lutas                     | [ 57 ]          |
| 82    | HKG Hong Kong                       | Hong Kong, Chine                           | Cheung Ka Long                   | Esgrima                   | [ 58 ]          |
| 82    | HKG Hong Kong                       | Hong Kong, Chine                           | Siobhán Haughey                  | Natação                   | [ 58 ]          |
| 83    | HUN Hungria                         | Hongrie                                    | Tóth Krisztián                   | Judô                      | [ 5 ]           |
| 83    | HUN Hungria                         | Hongrie                                    | Blanka Bíró                      | Handebol                  | [ 5 ]           |
| 84    | IND Índia                           | Inde                                       | Sharath Kamal                    | Tênis de mesa             | [ 5 ]           |
| 84    | IND Índia                           | Inde                                       | P. V. Sindhu                     | Badminton                 | [ 5 ]           |
| 85    | INA Indonésia                       | Indonésie                                  | Maryam March Maharani            | Judô                      | [ 59 ]          |
| 86    | IRI Irã                             | République islamique d'Iran                | Mahdi Olfati                     | Ginástica artística       | [ 60 ]          |
| 86    | IRI Irã                             | République islamique d'Iran                | Neda Shahsavari                  | Tênis de mesa             | [ 60 ]          |
| 87    | IRQ Iraque                          | Irak                                       | Ali Ammar Yusur Rubaiawi         | Halterofilismo            | [ 5 ]           |
| 88    | IRL Irlanda                         | Irlande                                    | Shane Lowry                      | Golfe                     | [ 5 ]           |
| 88    | IRL Irlanda                         | Irlande                                    | Sarah Lavin                      | Atletismo                 | [ 5 ]           |
| 89    | ISL Islândia                        | Islande                                    | Hákon Svavarsson                 | Tiro                      | [ 61 ]          |
| 89    | ISL Islândia                        | Islande                                    | Edda Hannesdóttir                | Triatlo                   | [ 61 ]          |
| 90    | ISR Israel                          | Israël                                     | Andrea Murez                     | Natação                   | [ 5 ]           |
| 90    | ISR Israel                          | Israël                                     | Peter Paltchik                   | Judô                      | [ 5 ]           |
| 91    | ITA Itália                          | Italie                                     | Arianna Errigo                   | Esgrima                   | [ 62 ]          |
| 91    | ITA Itália                          | Italie                                     | Gianmarco Tamberi                | Atletismo                 | [ 62 ]          |
| 92    | JAM Jamaica                         | Jamaïque                                   | Josh Kirlew                      | Natação                   | [ 63 ]          |
| 92    | JAM Jamaica                         | Jamaïque                                   | Shanieka Ricketts                | Atletismo                 | [ 63 ]          |
| 93    | JPN Japão                           | Japon                                      | Misaki Emura                     | Esgrima                   | [ 64 ]          |
| 93    | JPN Japão                           | Japon                                      | Shigeyuki Nakarai                | Breaking                  | [ 64 ]          |
| 94    | JOR Jordânia                        | Jordanie                                   | Saleh Al-Sharabaty               | Taekwondo                 | [ 65 ]          |
| 94    | JOR Jordânia                        | Jordanie                                   | Rama Abu Al-Rub                  | Taekwondo                 | [ 65 ]          |
| 95    | KAZ Cazaquistão                     | Kazakhstan                                 | Aslanbek Shymbergenov            | Boxe                      | [ 66 ]          |
| 95    | KAZ Cazaquistão                     | Kazakhstan                                 | Olga Safronova                   | Atletismo                 | [ 66 ]          |
| 96    | KEN Quênia                          | Kenya                                      | Ferdinand Omanyala               | Atletismo                 | [ 67 ]          |
| 96    | KEN Quênia                          | Kenya                                      | Trizah Atuka                     | Voleibol                  | [ 67 ]          |
| 97    | KGZ Quirguistão                     | Kirghizistan                               | Erlan Sherov                     | Judô                      | [ 68 ]          |
| 98    | KIR Kiribati                        | Kiribati                                   | Kaimauri Erati                   | Halterofilismo            | [ 5 ]           |
| 98    | KIR Kiribati                        | Kiribati                                   | Nera Tiebwa                      | Judô                      | [ 5 ]           |
| 99    | KOS Kosovo                          | Kosovo                                     | Nora Gjakova                     | Judô                      | [ 69 ]          |
| 99    | KOS Kosovo                          | Kosovo                                     | Akil Gjakova                     | Judô                      | [ 69 ]          |
| 100   | KUW Kuwait                          | Koweit                                     | Youssef Al-Shamlan               | Esgrima                   | [ 70 ]          |
| 100   | KUW Kuwait                          | Koweit                                     | Saud Al-Faqaan                   | Remo                      | [ 70 ]          |
| 101   | LAO Laos                            | République démocratique populaire lao      | Steven Insixiengmay              | Natação                   | [ 5 ]           |
| 101   | LAO Laos                            | République démocratique populaire lao      | Silina Pha Aphay                 | Atletismo                 | [ 5 ]           |
| 102   | LES Lesoto                          | Lesotho                                    | Tebello Ramakongoana             | Atletismo                 | [ 5 ]           |
| 102   | LES Lesoto                          | Lesotho                                    | Michelle Tau                     | Taekwondo                 | [ 5 ]           |
| 103   | LAT Letônia                         | Lettonie                                   | Nauris Miezis                    | Basquetebol (3x3)         | [ 71 ]          |
| 103   | LAT Letônia                         | Lettonie                                   | Tīna Graudiņa                    | Voleibol de praia         | [ 71 ]          |
| 104   | LIB Líbano                          | Liban                                      | Simon Doueihy                    | Natação                   | [ 5 ]           |
| 104   | LIB Líbano                          | Liban                                      | Laetitia Aoun                    | Taekwondo                 | [ 5 ]           |
| 105   | LBR Libéria                         | Libéria                                    | Emmanuel Matadi                  | Atletismo                 | [ 72 ]          |
| 105   | LBR Libéria                         | Libéria                                    | Thelma Davies                    | Atletismo                 | [ 72 ]          |
| 106   | LBA Líbia                           | Libye                                      | Mohammed bin Dallah              | Tiro                      | [ 5 ]           |
| 107   | LIE Liechtenstein                   | Liechtenstein                              | Romano Püntener                  | Ciclismo                  | [ 5 ]           |
| 108   | LTU Lituânia                        | Lituanie                                   | Justina Vanagaitė                | Hipismo                   | [ 73 ]          |
| 108   | LTU Lituânia                        | Lituanie                                   | Rytis Jasiūnas                   | Vela                      | [ 73 ]          |
| 109   | LUX Luxemburgo                      | Luxembourg                                 | Bob Bertemes                     | Atletismo                 | [ 74 ]          |
| 109   | LUX Luxemburgo                      | Luxembourg                                 | Ni Xia Lian                      | Tênis de mesa             | [ 74 ]          |
| 110   | MKD Macedônia do Norte              | Macédoine du Nord                          | Dario Ivanovski                  | Atletismo                 | [ 5 ]           |
| 110   | MKD Macedônia do Norte              | Macédoine du Nord                          | Miljana Reljiḱ                   | Taekwondo                 | [ 5 ]           |
| 111   | MAD Madagascar                      | Madagascar                                 | Rosina Randafiarison             | Halterofilismo            | [ 75 ]          |
| 112   | MAS Malásia                         | Malaisie                                   | Nur Shazrin Mohd Latif           | Vela                      | [ 76 ]          |
| 112   | MAS Malásia                         | Malaisie                                   | Bertrand Rhodict Lises           | Saltos ornamentais        | [ 76 ]          |
| 113   | MAW Malawi                          | Malawi                                     | Filipe Gomes                     | Natação                   | [ 5 ]           |
| 113   | MAW Malawi                          | Malawi                                     | Asimenye Simwaka                 | Atletismo                 | [ 5 ]           |
| 114   | MDV Maldivas                        | Maldives                                   | Ibadulla Adam                    | Atletismo                 | [ 77 ]          |
| 114   | MDV Maldivas                        | Maldives                                   | Fathimath Dheema Ali             | Tênis de mesa             | [ 77 ]          |
| 115   | MLI Mali                            | Mali                                       | Alexien Kouma                    | Natação                   | [ 5 ]           |
| 115   | MLI Mali                            | Mali                                       | Marine Fatoumata Camara          | Boxe                      | [ 5 ]           |
| 116   | MLT Malta                           | Malte                                      | Gianluca Chetcuti                | Tiro                      | [ 78 ]          |
| 116   | MLT Malta                           | Malte                                      | Sasha Gatt                       | Natação                   | [ 78 ]          |
| 117   | MAR Marrocos                        | Maroc                                      | Yessin Rahmouni                  | Hipismo (adestramento)    | [ 79 ]          |
| 117   | MAR Marrocos                        | Maroc                                      | Ines Laklalech                   | Golfe                     | [ 79 ]          |
| 118   | MHL Ilhas Marshall                  | Îles Marshall                              | William Reed                     | Atletismo                 | [ 5 ]           |
| 118   | MHL Ilhas Marshall                  | Îles Marshall                              | Mathlynn Sasser                  | Halterofilismo            | [ 5 ]           |
| 119   | MRI Maurício                        | Maurice                                    | Jean Gaël Laurent L'Entete       | Triatlo                   | [ 5 ]           |
| 119   | MRI Maurício                        | Maurice                                    | Aurelie Halbwachs                | Ciclismo                  | [ 5 ]           |
| 120   | MTN Mauritânia                      | Mauritanie                                 | Camil Doua                       | Natação                   | [ 80 ]          |
| 121   | MEX México                          | Mexique                                    | Alejandra Orozco                 | Saltos ornamentais        | [ 81 ]          |
| 121   | MEX México                          | Mexique                                    | Emiliano Hernández               | Pentatlo moderno          | [ 81 ]          |
| 122   | FSM Estados Federados da Micronésia | États fédérés de Micronésie                | Tasi Limtiaco                    | Natação                   | [ 82 ]          |
| 122   | FSM Estados Federados da Micronésia | États fédérés de Micronésie                | Kestra Kihleng                   | Natação                   | [ 82 ]          |
| 123   | MDA Moldávia                        | Moldavie                                   | Dan Olaru                        | Tiro com arco             | [ 83 ]          |
| 123   | MDA Moldávia                        | Moldavie                                   | Alexandra Mîrca                  | Tiro com arco             | [ 83 ]          |
| 124   | MON Mônaco                          | Monaco                                     | Lisa Pou                         | Natação                   | [ 5 ]           |
| 124   | MON Mônaco                          | Monaco                                     | Théo Druenne                     | Natação                   | [ 5 ]           |
| 125   | MGL Mongólia                        | Mongolie                                   | Bat-Ochiryn Ser-Od               | Atletismo                 | [ 5 ]           |
| 125   | MGL Mongólia                        | Mongolie                                   | Oyuntsetsegiin Yesügen           | Boxe                      | [ 5 ]           |
| 126   | MNE Montenegro                      | Monténégro                                 | Milivoj Dukić                    | Vela                      | [ 84 ]          |
| 126   | MNE Montenegro                      | Monténégro                                 | Danka Kovinić                    | Tênis                     | [ 84 ]          |
| 127   | MOZ Moçambique                      | Mozambique                                 | Matthew Lawrence                 | Natação                   | [ 85 ]          |
| 127   | MOZ Moçambique                      | Mozambique                                 | Alcinda Panguana                 | Boxe                      | [ 85 ]          |
| 128   | MYA Mianmar                         | Myanmar                                    | Phone Pyae Han                   | Natação                   | [ 5 ]           |
| 128   | MYA Mianmar                         | Myanmar                                    | Thet Htar Thuzar                 | Badminton                 | [ 5 ]           |
| 129   | NAM Namíbia                         | Namibie                                    | Alexander Miller                 | Ciclismo (montanha)       | [ 5 ]           |
| 129   | NAM Namíbia                         | Namibie                                    | Vera Looser                      | Ciclismo (estrada)        | [ 5 ]           |
| 130   | NRU Nauru                           | Nauru                                      | Winzar Kakiouea                  | Atletismo                 | [ 5 ]           |
| 131   | NEP Nepal                           | Népal                                      | Santu Shrestha                   | Tênis de mesa             | [ 86 ]          |
| 131   | NEP Nepal                           | Népal                                      | Manita Shrestha Pradhan          | Judô                      | [ 86 ]          |
| 132   | NCA Nicarágua                       | Nicaragua                                  | Gerald Hernández                 | Natação                   | [ 87 ]          |
| 132   | NCA Nicarágua                       | Nicaragua                                  | Izayana Marenco                  | Judô                      | [ 87 ]          |
| 133   | NIG Níger                           | Niger                                      | Abdoul Razak Issoufou            | Taekwondo                 | [ 5 ]           |
| 133   | NIG Níger                           | Niger                                      | Samira Awali Boubacar            | Atletismo                 | [ 5 ]           |
| 134   | NGR Nigéria                         | Nigeria                                    | Tobi Amusan                      | Atletismo                 | [ 5 ]           |
| 134   | NGR Nigéria                         | Nigeria                                    | Anuoluwapo Juwon Opeyori         | Badminton                 | [ 5 ]           |
| 135   | NOR Noruega                         | Norvège                                    | Christian Sørum                  | Voleibol de praia         | [ 88 ]          |
| 135   | NOR Noruega                         | Norvège                                    | Katrine Lunde                    | Handebol                  | [ 88 ]          |
| 136   | NZL Nova Zelândia                   | Nouvelle-Zélande                           | Aaron Gate                       | Ciclismo (pista)          | [ 89 ]          |
| 136   | NZL Nova Zelândia                   | Nouvelle-Zélande                           | Jo Aleh                          | Vela                      | [ 89 ]          |
| 137   | OMA Omã                             | Oman                                       | Ali Anwar Al-Balushi             | Atletismo                 | [ 5 ]           |
| 137   | OMA Omã                             | Oman                                       | Mazoon Al-Alawi                  | Atletismo                 | [ 5 ]           |
| 138   | UGA Uganda                          | Ouganda                                    | Charles Kagimu                   | Ciclismo (estrada)        | [ 90 ]          |
| 138   | UGA Uganda                          | Ouganda                                    | Gloria Muzito                    | Natação                   | [ 90 ]          |
| 139   | UZB Uzbequistão                     | Ouzbékistan                                | Zainab Dayibekova                | Esgrima                   | [ 91 ]          |
| 139   | UZB Uzbequistão                     | Ouzbékistan                                | Abdumalik Khalokov               | Boxe                      | [ 91 ]          |
| 140   | PAK Paquistão                       | Pakistan                                   | Arshad Nadeem                    | Atletismo                 | [ 92 ]          |
| 140   | PAK Paquistão                       | Pakistan                                   | Jehanara Nabi                    | Natação                   | [ 92 ]          |
| 141   | PLW Palau                           | Palaos                                     | Jion Hosei                       | Natação                   | [ 5 ]           |
| 141   | PLW Palau                           | Palaos                                     | Sydney Francisco                 | Atletismo                 | [ 5 ]           |
| 142   | PLE Palestina                       | Palestine                                  | Wasim Abusal                     | Boxe                      | [ 5 ]           |
| 142   | PLE Palestina                       | Palestine                                  | Valerie Tarazi                   | Natação                   | [ 5 ]           |
| 143   | PAN Panamá                          | Panama                                     | Franklin Archibold               | Ciclismo (estrada)        | [ 93 ]          |
| 143   | PAN Panamá                          | Panama                                     | Hillary Heron                    | Ginástica artística       | [ 93 ]          |
| 144   | PNG Papua-Nova Guiné                | Papouasie-Nouvelle-Guinée                  | Gibson Mara                      | Taekwondo                 | [ 94 ]          |
| 144   | PNG Papua-Nova Guiné                | Papouasie-Nouvelle-Guinée                  | Georgia-Leigh Vele               | Natação                   | [ 94 ]          |
| 145   | PAR Paraguai                        | Paraguay                                   | Alejandra Alonso                 | Remo                      | [ 95 ]          |
| 145   | PAR Paraguai                        | Paraguay                                   | Fabrizio Zanotti                 | Golfe                     | [ 95 ]          |
| 146   | NED Países Baixos                   | Pays-Bas                                   | Worthy de Jong                   | Basquetebol (3x3)         | [ 96 ]          |
| 146   | NED Países Baixos                   | Pays-Bas                                   | Lois Abbingh                     | Handebol                  | [ 96 ]          |
| 147   | PER Peru                            | Pérou                                      | Juan Postigos                    | Judô                      | [ 97 ]          |
| 147   | PER Peru                            | Pérou                                      | María Luisa Doig                 | Esgrima                   | [ 97 ]          |
| 148   | PHI Filipinas                       | Philippines                                | Nesthy Petecio                   | Boxe                      | [ 98 ]          |
| 148   | PHI Filipinas                       | Philippines                                | Carlo Paalam                     | Boxe                      | [ 98 ]          |
| 149   | POL Polônia                         | Pologne                                    | Przemysław Zamojski              | Basquetebol               | [ 99 ]          |
| 149   | POL Polônia                         | Pologne                                    | Anita Włodarczyk                 | Atletismo                 | [ 99 ]          |
| 150   | PUR Porto Rico                      | Porto Rico                                 | Sebastian Rivera                 | Lutas                     | [ 100 ]         |
| 150   | PUR Porto Rico                      | Porto Rico                                 | Jasmine Camacho-Quinn            | Atletismo                 | [ 100 ]         |
| 151   | POR Portugal                        | Portugal                                   | Fernando Pimenta                 | Canoagem (sprint)         | [ 101 ]         |
| 151   | POR Portugal                        | Portugal                                   | Ana Cabecinha                    | Atletismo                 | [ 101 ]         |
| 152   | QAT Catar                           | Qatar                                      | Mutaz Essa Barshim               | Atletismo                 | [ 102 ]         |
| 152   | QAT Catar                           | Qatar                                      | Shahad Mohamed                   | Atletismo                 | [ 102 ]         |
| 153   | PRK Coreia do Norte                 | République populaire démocratique de Corée | Im Yong-myong                    | Saltos ornamentais        | [ 5 ]           |
| 153   | PRK Coreia do Norte                 | République populaire démocratique de Corée | Mun Song-hui                     | Judô                      | [ 5 ]           |
| 154   | ROU Romênia                         | Roumanie                                   | Ionela Cozmiuc                   | Remo                      | [ 103 ]         |
| 154   | ROU Romênia                         | Roumanie                                   | Marius Cozmiuc                   | Remo                      | [ 103 ]         |
| 155   | RWA Ruanda                          | Rwanda                                     | Eric Manizabayo                  | Ciclismo (estrada)        | [ 104 ]         |
| 155   | RWA Ruanda                          | Rwanda                                     | Clementine Mukandanga            | Atletismo                 | [ 104 ]         |
| 156   | SKN São Cristóvão e Neves           | Saint-Kitts-et-Nevis                       | Naquille Harris                  | Atletismo                 | [ 5 ]           |
| 156   | SKN São Cristóvão e Neves           | Saint-Kitts-et-Nevis                       | Zahria Allers-Liburd             | Atletismo                 | [ 5 ]           |
| 157   | LCA Santa Lúcia                     | Sainte-Lucie                               | Michael Joseph                   | Atletismo                 | [ 105 ]         |
| 158   | SMR San Marino                      | Saint-Marin                                | Loris Bianchi                    | Natação                   | [ 106 ]         |
| 158   | SMR San Marino                      | Saint-Marin                                | Alessandra Gasparelli            | Atletismo                 | [ 106 ]         |
| 159   | VIN São Vicente e Granadinas        | Saint-Vincent-et-les-Grenadines            | Alex Joachim                     | Natação                   | [ 5 ]           |
| 159   | VIN São Vicente e Granadinas        | Saint-Vincent-et-les-Grenadines            | Shafiqua Maloney                 | Atletismo                 | [ 5 ]           |
| 160   | SOL Ilhas Salomão                   | Îles Salomon                               | Sharon Firisua                   | Atletismo                 | [ 5 ]           |
| 160   | SOL Ilhas Salomão                   | Îles Salomon                               | Isabelle Miller                  | Natação                   | [ 5 ]           |
| 161   | SAM Samoa                           | Samoa                                      | Don Opeloge                      | Halterofilismo            | [ 107 ]         |
| 162   | ASA Samoa Americana                 | Samoa américaines                          | Micah Masei                      | Natação                   | [ 5 ]           |
| 162   | ASA Samoa Americana                 | Samoa américaines                          | Filomenaleonisa Iakopo           | Atletismo                 | [ 5 ]           |
| 163   | STP São Tomé e Príncipe             | Sao Tomé-et-Principe                       | Roldeney de Oliveira             | Judô                      | [ 5 ]           |
| 163   | STP São Tomé e Príncipe             | Sao Tomé-et-Principe                       | Gorete Semedo                    | Atletismo                 | [ 5 ]           |
| 164   | SEN Senegal                         | Sénégal                                    | Louis François Mendy             | Atletismo                 | [ 108 ]         |
| 164   | SEN Senegal                         | Sénégal                                    | Combe Seck                       | Canoagem                  | [ 108 ]         |
| 165   | SRB Sérvia                          | Serbie                                     | Dušan Mandić                     | Polo aquático             | [ 109 ]         |
| 165   | SRB Sérvia                          | Serbie                                     | Maja Ognjenović                  | Voleibol                  | [ 109 ]         |
| 166   | SEY Seicheles                       | Seychelles                                 | Dylan Sicobo                     | Atletismo                 | [ 110 ]         |
| 166   | SEY Seicheles                       | Seychelles                                 | Khema Elizabeth                  | Natação                   | [ 110 ]         |
| 167   | SLE Serra Leoa                      | Sierra Leone                               | Joshua Wyse                      | Natação                   | [ 5 ]           |
| 167   | SLE Serra Leoa                      | Sierra Leone                               | Mariama Koroma                   | Judô                      | [ 5 ]           |
| 168   | SIN Singapura                       | Singapour                                  | Ryan Lo                          | Vela                      | [ 111 ]         |
| 168   | SIN Singapura                       | Singapour                                  | Shanti Pereira                   | Atletismo                 | [ 111 ]         |
| 169   | SVK Eslováquia                      | Slovaquie                                  | Jakub Grigar                     | Canoagem (slalom)         | [ 112 ]         |
| 169   | SVK Eslováquia                      | Slovaquie                                  | Zuzana Paňková                   | Canoagem (slalom)         | [ 112 ]         |
| 170   | SLO Eslovênia                       | Slovénie                                   | Benjamin Savšek                  | Canoagem (slalom)         | [ 113 ]         |
| 170   | SLO Eslovênia                       | Slovénie                                   | Ana Gros                         | Handebol                  | [ 113 ]         |
| 171   | SOM Somália                         | Somalie                                    | Ali Idow Hassan                  | Atletismo                 | [ 5 ]           |
| 172   | SUD Sudão                           | Soudan                                     | Yaseen Abdalla                   | Atletismo                 | [ 5 ]           |
| 172   | SUD Sudão                           | Soudan                                     | Rana Saadeldin                   | Natação                   | [ 5 ]           |
| 173   | SSD Sudão do Sul                    | Soudan du Sud                              | Kuany Kuany                      | Basquetebol               | [ 5 ]           |
| 173   | SSD Sudão do Sul                    | Soudan du Sud                              | Lucia Moris                      | Atletismo                 | [ 5 ]           |
| 174   | SRI Sri Lanka                       | Sri Lanka                                  | Viren Nettasinghe                | Badminton                 | [ 114 ]         |
| 174   | SRI Sri Lanka                       | Sri Lanka                                  | Dilhani Lekamge                  | Atletismo                 | [ 114 ]         |
| 175   | SWE Suécia                          | Suède                                      | Peder Fredricson                 | Hipismo (saltos)          | [ 115 ]         |
| 175   | SWE Suécia                          | Suède                                      | Josefin Olsson                   | Vela                      | [ 115 ]         |
| 176   | SUI Suíça                           | Suisse                                     | Nino Schurter                    | Ciclismo (montanha)       | [ 116 ]         |
| 176   | SUI Suíça                           | Suisse                                     | Nina Christen                    | Tiro                      | [ 116 ]         |
| 177   | SUR Suriname                        | Suriname                                   | Irvin Hoost                      | Natação                   | [ 117 ]         |
| 178   | SYR Síria                           | Syrie                                      | Amre Hamcho                      | Hipismo                   | [ 5 ]           |
| 179   | TJK Tajiquistão                     | Tadjikistan                                | Temur Rakhimov                   | Judô                      | [ 118 ]         |
| 180   | TPE Taipé Chinês                    | Taipei chinois                             | Sun Chen                         | Breaking                  | [ 119 ]         |
| 180   | TPE Taipé Chinês                    | Taipei chinois                             | Tai Tzu-ying                     | Badminton                 | [ 119 ]         |
| 181   | TAN Tanzânia                        | République-Unie de Tanzanie                | Andrew Thomas Mlugu              | Judô                      | [ 5 ]           |
| 181   | TAN Tanzânia                        | République-Unie de Tanzanie                | Sophia Latiff                    | Natação                   | [ 5 ]           |
| 182   | CHA Chade                           | Tchad                                      | Israel Madaye                    | Tiro com arco             | [ 5 ]           |
| 182   | CHA Chade                           | Tchad                                      | Demos Memneloum                  | Judô                      | [ 5 ]           |
| 183   | CZE Chéquia                         | République tchèque                         | Lukáš Krpálek                    | Judô                      | [ 120 ]         |
| 183   | CZE Chéquia                         | République tchèque                         | Marie Horáčková                  | Tiro com arco             | [ 120 ]         |
| 184   | THA Tailândia                       | Thaïlande                                  | Puripol Boonson                  | Atletismo                 | [ 121 ]         |
| 184   | THA Tailândia                       | Thaïlande                                  | Vareeraya Sukasem                | Skate                     | [ 121 ]         |
| 185   | TLS Timor-Leste                     | République démocratique du Timor-Leste     | Jolanio Guterres                 | Natação                   | [ 5 ]           |
| 185   | TLS Timor-Leste                     | République démocratique du Timor-Leste     | Ana da Costa da Silva Pinto Belo | Taekwondo                 | [ 5 ]           |
| 186   | TOG Togo                            | Togo                                       | Akoko Komlanvi                   | Remo                      | [ 122 ]         |
| 187   | TGA Tonga                           | Tonga                                      | Alan Uhi                         | Natação                   | [ 5 ]           |
| 187   | TGA Tonga                           | Tonga                                      | Feofaaki Epenisa                 | Boxe                      | [ 5 ]           |
| 188   | TTO Trinidad e Tobago               | Trinitée-et-Tobago                         | Dylan Carter                     | Natação                   | [ 5 ]           |
| 188   | TTO Trinidad e Tobago               | Trinitée-et-Tobago                         | Michelle-Lee Ahye                | Atletismo                 | [ 5 ]           |
| 189   | TUN Tunísia                         | Tunisie                                    | Salim Jemai                      | Canoagem (slalom)         | [ 5 ]           |
| 189   | TUN Tunísia                         | Tunisie                                    | Khadija Krimi                    | Remo                      | [ 5 ]           |
| 190   | TKM Turcomenistão                   | Turkménistan                               | Serdar Rahimov                   | Judô                      | [ 5 ]           |
| 190   | TKM Turcomenistão                   | Turkménistan                               | Maysa Pardayeva                  | Judô                      | [ 5 ]           |
| 191   | TUR Turquia                         | Turquie                                    | Mete Gazoz                       | Tiro com arco             | [ 123 ]         |
| 191   | TUR Turquia                         | Turquie                                    | Busenaz Sürmeneli                | Boxe                      | [ 123 ]         |
| 192   | TUV Tuvalu                          | Tuvalu                                     | Karalo Maibuca                   | Atletismo                 | [ 124 ]         |
| 193   | UKR Ucrânia                         | Ukraine                                    | Elina Svitolina                  | Tênis                     | [ 5 ]           |
| 194   | URU Uruguai                         | Uruguay                                    | Emiliano Lasa                    | Atletismo                 | [ 125 ]         |
| 194   | URU Uruguai                         | Uruguay                                    | María Sara Grippoli              | Taekwondo                 | [ 125 ]         |
| 195   | VAN Vanuatu                         | Vanuatu                                    | Hugo Cumbo                       | Judô                      | [ 126 ]         |
| 195   | VAN Vanuatu                         | Vanuatu                                    | Priscilla Tommy                  | Tênis de mesa             | [ 126 ]         |
| 196   | VEN Venezuela                       | Venezuela                                  | Julio Mayora                     | Halterofilismo            | [ 127 ]         |
| 196   | VEN Venezuela                       | Venezuela                                  | Yulimar Rojas                    | Atletismo (não competirá) | [ 127 ]         |
| 197   | IVB Ilhas Virgens Britânicas        | Îles Vierges britanniques                  | Thad Lettsome                    | Vela                      | [ 128 ]         |
| 197   | IVB Ilhas Virgens Britânicas        | Îles Vierges britanniques                  | Adaejah Hodge                    | Atletismo                 | [ 128 ]         |
| 198   | ISV Ilhas Virgens Americanas        | Îles Vierges des États-Unis                | Kruz Schembri                    | Esgrima                   | [ 129 ]         |
| 198   | ISV Ilhas Virgens Americanas        | Îles Vierges des États-Unis                | Natalia Kuipers                  | Natação                   | [ 129 ]         |
| 199   | VIE Vietnã                          | Vietnam                                    | Lê Đức Phát                      | Badminton                 | [ 130 ]         |
| 199   | VIE Vietnã                          | Vietnam                                    | Nguyễn Thị Thật                  | Ciclismo (estrada)        | [ 130 ]         |
| 200   | YEM Iêmen                           | Yémen                                      | Samer Al-Yafaee                  | Atletismo                 | [ 5 ]           |
| 201   | ZAM Zâmbia                          | Zambie                                     | Muzala Samukonga                 | Atletismo                 | [ 5 ]           |
| 201   | ZAM Zâmbia                          | Zambie                                     | Margaret Tembo                   | Boxe                      | [ 5 ]           |
| 202   | ZIM Zimbabwe                        | Zimbabwe                                   | Makanakaishe Charamba            | Atletismo                 | [ 5 ]           |
| 202   | ZIM Zimbabwe                        | Zimbabwe                                   | Paige van der Westhuizen         | Natação                   | [ 5 ]           |
| 203   | AUS Austrália                       | Australie                                  | Eddie Ockenden                   | Hóquei sobre a grama      | [ 131 ]         |
| 203   | AUS Austrália                       | Australie                                  | Jessica Fox                      | Canoagem (slalom)         | [ 131 ]         |
| 204   | USA Estados Unidos                  | États-Unis d'Amérique                      | LeBron James                     | Basquetebol               | [ 132 ] [ 133 ] |
| 204   | USA Estados Unidos                  | États-Unis d'Amérique                      | Coco Gauff                       | Tênis                     | [ 132 ] [ 133 ] |
| 205   | FRA França                          | France                                     | Florent Manaudou                 | Natação                   | [ 134 ]         |
| 205   | FRA França                          | France                                     | Mélina Robert-Michon             | Atletismo                 | [ 134 ]         |